# Lucy (Senna Marittima)
Lucy è un comune francese di 171 abitanti situato nel dipartimento della Senna Marittima nella regione della Normandia.

## Società

### Evoluzione demografica
Abitanti censiti